# ایهایم

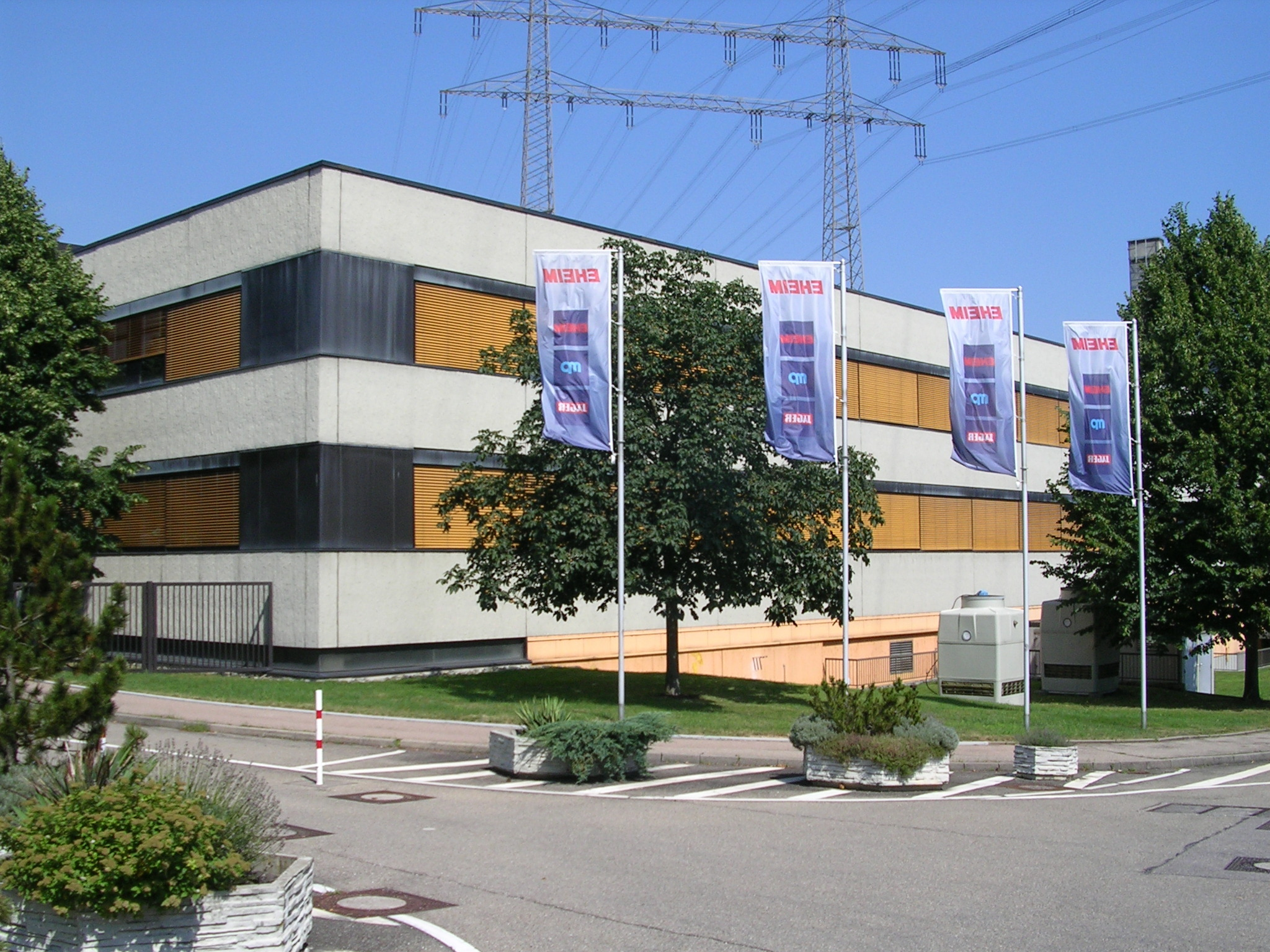
شرکت ایهایم در Deizisau

ایهایم (Eheim GmbH & Co. KG) یک شرکت آلمانی است که توسط Gunther Eheim تأسیس شده‌است و در زمینهٔ آکواریوم و لوازم جانبی آکواریوم، حوضچه‌های باغ و لوازم جانبی مرتبط فعالیت می‌کند. این شرکت انواع فیلترهای آب (داخلی و خارجی) و لوازم و مدیاهای فیلترها، پمپ‌ها، لوازم جانبی مانند غذای ماهی آکواریومی، پاک کننده‌های شن، شفاف کننده یووی برای آکواریوم و حوضچه را تولید می‌کند. شرکت‌های تابعهٔ آن شامل MP (Mueller و Pfleger) آکواریوم و Jäger، بخاری‌های آکواریوم تولید می‌کنند. ایهایم همچنین از سال ۲۰۱۶ چراغ ال‌ئی‌دی برای آکواریوم تولید می‌کند.
همچنین، یک بخش مدرن و به ظاهر نامرتبط که ایهایم به‌طور غیرمستقیم درگیر آن شد، استفاده از پمپ‌های آکواریومی آن در سیستم‌های خنک‌کننده مایع رایانه‌های اورکلاک است. همانند فیلترهای آکواریوم، این سیستم‌های خنک‌کننده نیز به پمپ‌های آب کوچک با سطح صدای کم و عملکرد مداوم و قابل اعتماد نیاز دارند.